# Yusef Dris
Yucef Dris (in arabo ياوسيف دريس; Tizi Ouzou, 15 ottobre 1945) è uno scrittore, poeta e saggista algerino.

Come giornalista, ha lavorato per pubblicazioni come El Moudjahid.

## Opere

### Saggio
- Les Massacres d'octobre 1961 (2009)

### Romanzo
- Les Amants de Padovani (2004)
- Affaires criminelles. Histoires Vraies (2006)
- Biographie de Guerouabi (2008)
- Destin à l'encre noire (2012)
- "Le puits confisqué" (2010)

### Poesia
- Grisaille (1993)
- Gravelures (2009)